# ۲۴ رمضان
۲۴ رمضان، بیست و چهارمین روز از ماه رمضان در تقویم هجری قمری است.
در تقویم هجری قمری قراردادی این روز دویست و شصتمین روز سال است.

## مناسبت‌ها
- ۱ بعثت - شب قدر و نزول قرآن (احتمالی).
- ۱۲۹. آغاز دعوت ابومسلم خراسانی علیه حکومت بنی امیه

## درگذشتگان
- ۲ق درگذشت ابولهب
- ۵۵۷ - مؤید آلوسی،  شاعر عراقی .
- محمد حسین اشنی؛ از فقهای معروف اصفهان (به خاک سپرده شده در تکيه ابوالمعالی کلباسی)،